# Željko Pavličević
Željko Pavličević (Zagabria, 26 marzo 1951) è un allenatore di pallacanestro ed ex cestista croato, fino al 1992 jugoslavo.

## Carriera
Da allenatore ha guidato il Giappone ai Campionati mondiali del 2006 e a due edizioni dei Campionati asiatici (2003, 2005).

## Palmarès
- YUBA liga: 2

Cibona Zagabria: 1984-85
Spalato: 1990-91
- Coppa di Jugoslavia: 1

Spalato: 1991
- Coppa di Grecia: 1

Panathinaikos: 1992-93
- Coppa di Croazia: 1

K.K. Zagabria: 2008
- Coppa dei Campioni: 2

Cibona Zagabria: 1985-86
Spalato: 1990-91